# Macaque de Siberut
Macaca siberu
 (novembre 2011).
Espèce
Statut de conservation UICN

 EN  : En danger
Le macaque de Siberut (Macaca siberu) est une espèce de macaque endémique de l'île de Siberut en Indonésie. Cette espèce était autrefois considérée comme appartenant à l'espèce Macaque de Mentawaï (Macaca pagensis) mais a été élevé au rang d'espèce à part entière.

## Description
Le macaque de Siberut est un singe de taille moyenne, les adultes ont une fourrure foncée et des joues argentées, les bébés naissent quant à eux avec une fourrure blanche.

## Alimentation
Ils se nourrissent principalement de fruits mais mangent aussi des plantes et quelques petits animaux comme des termites, des araignées et des crabes.

## Vie sociale
Les femelles restent dans le groupe dans lequel elles sont nées, mais les mâles quittent le groupe quand ils atteignent la maturité.

## Distribution

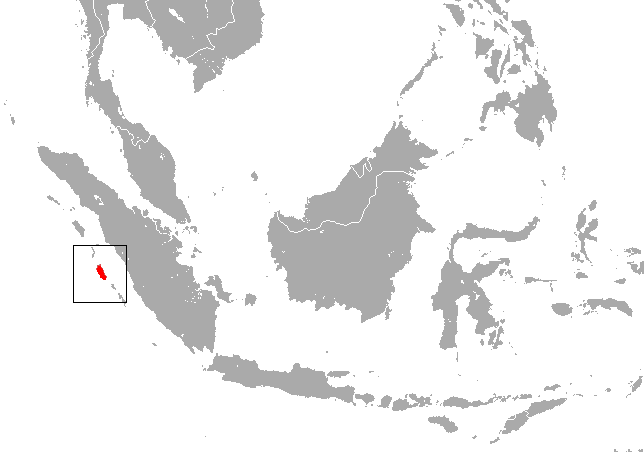
Aire de répartition du macaque de Siberut.